# عيال صابر
عيال صابر مسلسل درامي سعودي، أنتج عام 1992، من إنتاج هيئة الإذاعة والتلفزيون تم تصويره في المنطقة الشرقية وهو من تأليف جعفر الغريب وإخراج زكي علي القاسم، تم إعادة بثه على قناة ذكريات في عام 2020.

## القصة
يتوفى صابر ويترك وصية لأولاده واجبة النفاذ، ولكنهما يكتشفوا تكبد الديون عليه قبل وفاته، وحتى يسددوا تلك الديون عنه، عليهم البحث عن شخص يٌدعى عبد الرازق حتى يحصلون على ساعة أثرية تحقق كل ذلك.

## طاقم التمثيل
- إبراهيم السويلم
- عبدالمحسن النمر
- ابراهيم الحساوي
- سعاد علي
- جعفر الغريب
- راشد الورثان
- فرح علي
- فضيلة المبشر
- سمير الناصر
- سعيد قريش
- عبد الباقي البخيت
- محفوظ المنسف

## وصلات خارجية
عيال صابر على موقع قاعدة بيانات الأفلام العربية